# Келчево
Келчево (пол. Kiełczewo, нім. Langendorf) — село в Польщі, у гміні Косцян Косцянського повіту Великопольського воєводства.
Населення — 1501 особа (2011).
У 1975-1998 роках село належало до Лешненського воєводства.

## Демографія
Демографічна структура станом на 31 березня 2011 року:
|          | Загалом | Допрацездатний вік | Працездатний вік | Постпрацездатний вік |
| -------- | ------- | ------------------ | ---------------- | -------------------- |
| Чоловіки | 750     | 143                | 551              | 56                   |
| Жінки    | 751     | 143                | 470              | 138                  |
| Разом    | 1501    | 286                | 1021             | 194                  |